# 黑德里赫山
71°57′S 6°12′E / 71.950°S 6.200°E
黑德里赫山（英語：Mount Hädrich）是南極洲的山峰，位於毛德皇后地的阿斯特里德公主海岸，處於霍赫勒斯卡韋特山東面，屬於穆利格-霍夫曼山脈的一部分，海拔高度2,885米，現時由南極條約體系管理。